# Belén Scalella
Belén Luana Scalella (Buenos Aires, 19 de agosto de 1981) es una actriz y cantante argentina.

## Biografía
Sus padres se llaman Jorge Scalella e Inés Reggiardo.
Tiene dos hermanas: una mayor, Sofía y otra menor, Victoria.

## Carrera
Belén empezó su carrera como actriz en la famosa serie infantil Chiquititas, donde actuó en el año 2000 donde hizo el personaje de Campanita. En el año 2001, Belén participó en el Casting de PopStar del que surgió el Grupo Bandana. A pesar de tener una excelente voz, no llegó a formar parte de las 5 elegidas pero si avanzó en muchas instancias. En el año 2002-2003 trabajó en la nueva producción de Cris Morena, Rebelde Way donde hizo el personaje de Belén Menéndez Pacheco y su pasado en el casting quedó en el olvido. Junto a las giras de Erreway, Belén realizó shows por Latinoamérica e Israel. El programa se emitía por América TV. En el 2004 protagoniza junto a Coco Maggio, Muni Seligmann y Diego Mesaglio la comedia teatral 04. En 2006 fue protagonista de la tira de Canal 13 El refugio junto a sus antiguos compañeros de Rebelde Way; de la cual surgió un grupo musical llamado Rolabogan junto con Fernanda Neil, Piru Sáez, Francisco Bass y Jorge Maggio.

## Vida personal
Belén Scalella nunca ha especificado su fecha de nacimiento. Ha afirmado que nació en 1982, y que su signo astrológico es Leo,
lo que significa que habría nacido entre el 22 de julio y el 21 de agosto. En los padrones electorales de Argentina se indica que nació el 19 de agosto de 1981. Belén Scalella cita a Madonna y a Aretha Franklin como sus cantantes favoritas. El 16 de junio de 2012 Belén Scalella se casó con Alejandro Lanz.
A la boda asistieron varios actores y actrices del elenco de Rebelde Way, como Francisco Bass, Fernanda Neil, Inés Palombo, Micaela Vázquez y Muni Seligmann.

## Televisión
| Año       | Título      | Personaje                               | Canal           |
| --------- | ----------- | --------------------------------------- | --------------- |
| 2000      | Chiquititas | Campanita                               | Telefe          |
| 2001      | Popstars    | Ella misma / Participante Semifinalista | Azul Television |
| 2002-2003 | Rebelde Way | Belén Menéndez Pacheco                  | Canal 9 América |
| 2006      | El refugio  | Belén "Belu"                            | Canal 13        |

## Discografía
- 2003 Erreway, Tiempo (Videoclip)
- 2006: Rolabogan, con la banda de rock Rolabogan.